# Aribo (paltsgraaf)

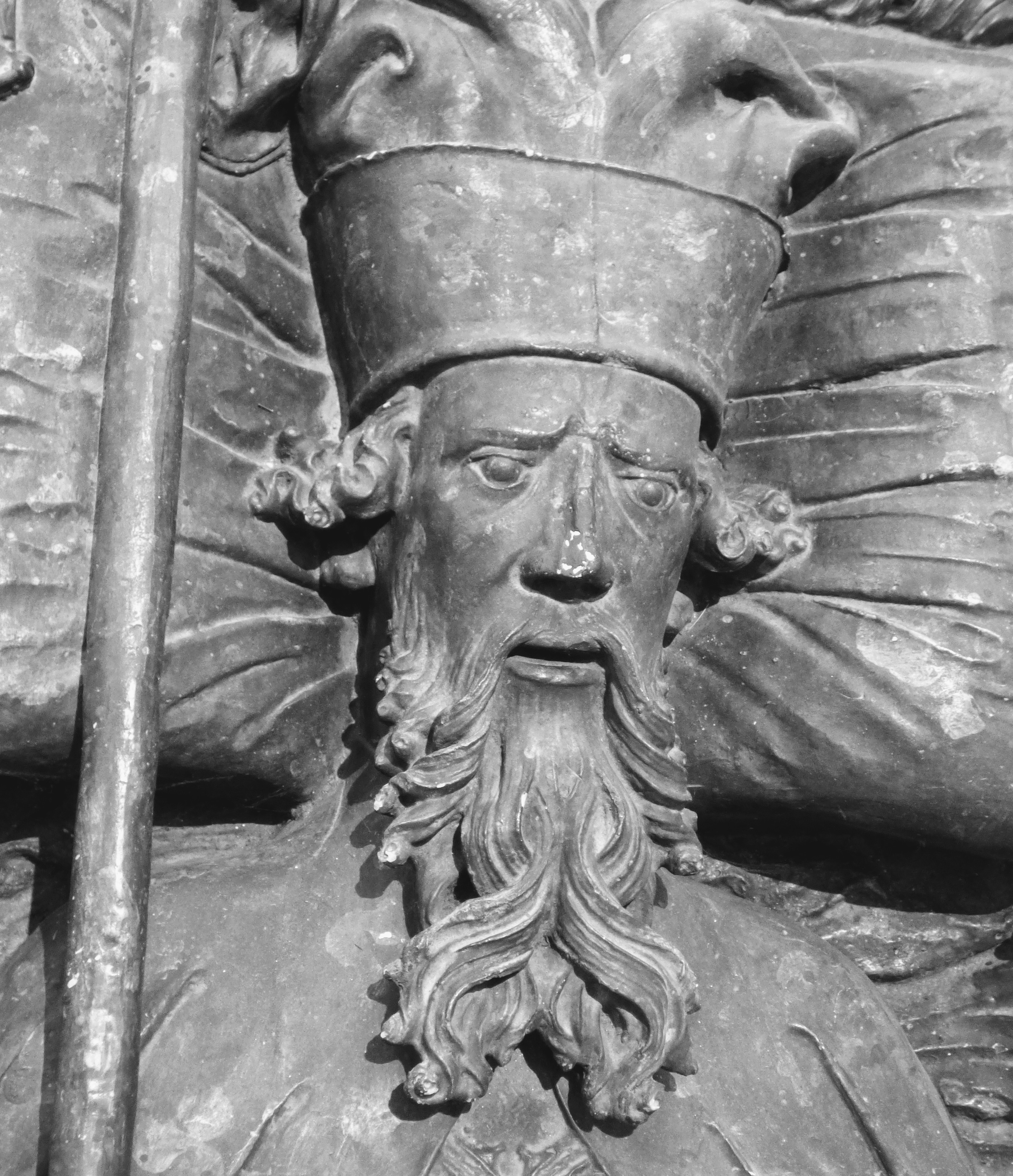
Aribo I

Aribo (ca. 950 - na 1020), was paltsgraaf van Beieren.
Aribo was een edelman met grote bezittingen in Beieren, Karinthië en Stiermarken. In 975 wordt hij voor het eerst vermeld bij een goederenruil. In 981 is hij graaf van de Chiemgau en de Leobengau, en burggraaf van de bisschop van Salzburg (stad). Vier jaar later, in 985, werd Aribo benoemd tot paltsgraaf van Beieren.
In 994 bracht Aribo samen met bisschop Hartwig van Salzburg, het lichaam van de overleden Wolfgang van Regensburg naar Regensburg. Het gezelschap leed schipbreuk op de Donau bij Straubing maar slaagde er wel in om uiteindelijk de missie te voltooien.
Aribo stichtte in 999 het klooster van Seeon en bracht relikwieën van Lambertus van Maastricht naar het klooster over. Hij werd nog voogd van Lavant (Tirol). In 1020 gaven Aribo en zijn vrouw toestemming aan hun zoon diaken Aribo (later aartsbisschop van Mainz) om het vrouwenklooster Göß (bij Graz) te stichten. Aribo was toen geestelijk aan het aftakelen. Hij is begraven in Seeon.
Aribo was zoon van Chadalhoch van de Isengau (ca. 915 - voor 976). Die was zoon van Aribo II van Traungau, die was zoon van Otakar van de Traungau (zoon van Aribo I van de Oostmark) en schoonzoon van Chadalhoch van de Albgau (ca. 855 - na 903). Aribo was getrouwd met Adela (ca. 960 - 9 juli na 1020). Zij was via Hartwig en Wichburg, achterkleindochter van Everhard van Beieren. Aribo en Adela kregen de volgende kinderen:
- Hartwig (-24 december 1024), paltsgraaf van Beieren, trouwe vazal van Hendrik II van Beieren (hertog) en diens zoon keizer Hendrik II, begraven in Seeon. Gehuwd met Frederuna, kleindochter van Adela van Hamaland. Frederuna trad na de dood van haar man in een klooster.
- Wichburg (-12 augustus ?)
- Chadalhoch (-11 september ca. 1030). Graaf van de Rottgau en de Isengau, voogd van de abdij Sankt Emmeram in Regensburg
- een tweede dochter Wichburg (-5 december ?)
- Aribo, keizerlijk kapelaan, aartsbisschop van Mainz vanaf 1021.
- Hildburg (-5 augustus ?)
- Kunigunde (-28 september ?), abdis van Gorizia (stad)